# Five Dances
Five Dances è un film del 2013 diretto da Alan Brown.
Pellicola a tematica LGBT prodotta negli Stati Uniti.

## Trama
(Chip Daniel)
Chip David è un giovane ballerino che è da poco arrivato a New York. Comincia a partecipare a un corso di danza, gestito dall'ambiguo Anthony, cui partecipano anche Theo, Katie e Cynthia. I tre si allenano dal mattino fino alla sera, portando all'estremo le loro energie. Chip cerca di mantenere le distanze, visto che non ha una casa e si vergogna nel dirlo agli altri. Katie un giorno scopre che ha dormito tutta la notte nella sala delle prove. Allora il ragazzo è costretto a rivelarle la verità e la ragazza lo invita a stare da lei.
Theo condivide il suo appartamento col suo ex-ragazzo, di cui è completamente stufo. Attirato da Chip, durante un ballo, lo bacia, ma quest'ultimo lo rifiuta per paura. Chip riceve delle chiamate dalla madre, che insiste perché ritorni a casa, dove lei vive in completa solitudine. Cynthia, nonostante sia sposata, ha una relazione con Anthony. Sentendosi usata, rivela a tutti la verità, venendo successivamente sostenuta da Chip. Chip e Theo, rimasti di nuovo da soli, si allenano. Finiscono per baciarsi, facendo successivamente l'amore. Grazie a Theo, Chip decide di non andare dalla madre, di rivelare della sua omosessualità a Katie e di instaurare una relazione con Theo.